# Ударно-кременевий замок
Ударно-кремінний замок (кременево-ударний, кременевий) — пристрій для запалення порохового заряду у вогнепальній зброї, в якому сніп іскор для запалення порохового заряду може бути отриманий шляхом одноразового удару кременю по кресалу. Зброя, в якій використано замок такого типу, також називається кременевою.

## Будова
Запалювання пороху в кремневому замку здійснюється від іскри, викресаної підпружиненим курком з затиснутим в ньому шматочком кременю, гостро заточеним з переднього кінця. Кремінь висікає іскру, вдарившись об рифлену сталеву пластину (кресало). Іскра запалює невелику кількість пороху, поміщену на полиці, через запалювальний отвір в стволі полум'я досягає основного порохового заряду і здійснюється постріл.

## Історія

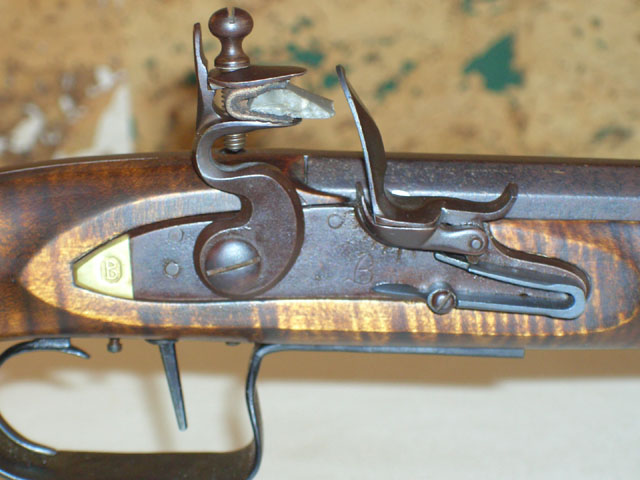
Курок на запобіжному зводі

Ударний кременевий замок з'явився практично одночасно з колісцевим — не пізніше початку XVI ст., імовірно, на Близькому Сході. У Європі він став відомий раніше всього в Іспанії. Ударний замок, незважаючи на його переваги, витіснив ґнотовий і колісцевий механізми тільки в першій третині XVII ст., а потім повсюдно використовувався протягом двох століть, до появи капсульних систем і унітарних патронів.

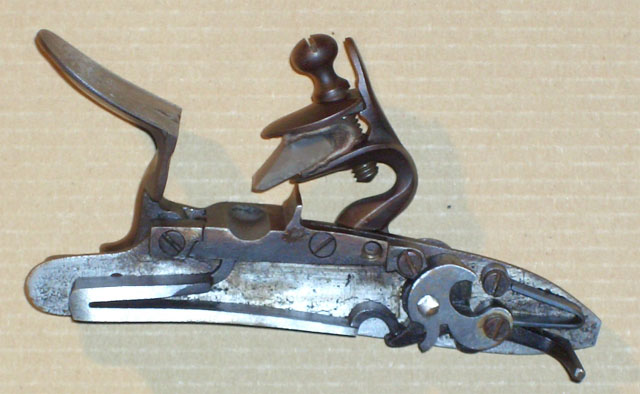
Внутрішня сторона замкової дошки. Курок спущений, полиця відкрита

Кінематика і технологія ударного замка значно складніша, ніж ґнотового і колісцевого. Ударний спосіб отримання іскри потребував набагато сильнішої бойової пружини, ніж в ґнотового замка, відповідно збільшилися навантаження на інші деталі механізму. Підвищилися вимоги до матеріалу і термообробки кресала, тому що з ним взаємодіяв твердий кремінь, а не порівняно м'який пірит, як у колісцевих замках. Виявилося дуже непросто знайти потрібну форму кресала, щоб кремінь зустрічався з ним в потрібній точці під оптимальним кутом і тесав досить сильний сніп іскор у потрібному напрямку. Спущений курок не повинен бити по полиці, щоб не струсити з неї запалювальний порох. Поки не було вирішено всі ці проблеми, ударний замок не мав вирішальних переваг перед старими системами. Так, у 1620 році в Швеції ввели найпростіший варіант ударного замка для піхотних мушкетів, але дуже скоро відмовилися від цієї модернізації і повернулися до ґнотового запалювання: відсоток осічок виявився недопустимо високим.

Кременевий замок у дії

Ударно-кременевий замок, поки його не вдосконалили, щоб він став придатним для масової армії, застосовували в основному в мисливській зброї. Курок кременевого замка можна було не тримати постійно на зводі; кременева зброя не відлякувала здобич димом та палаючим ґнотом. Недоліки ж на полюванні були не такі істотні, як на полі бою.

Через технологічні особливості кременевого замка його впровадження в різних регіонах (і навіть конструктивні особливості) залежало від наявних в даній місцевості ресурсів: наявності запасів кременю, складу місцевих залізних руд (не всякий метал підходив для бойових пружин і кресал), дефіциту конопель і селітри, необхідних для ґнотів.

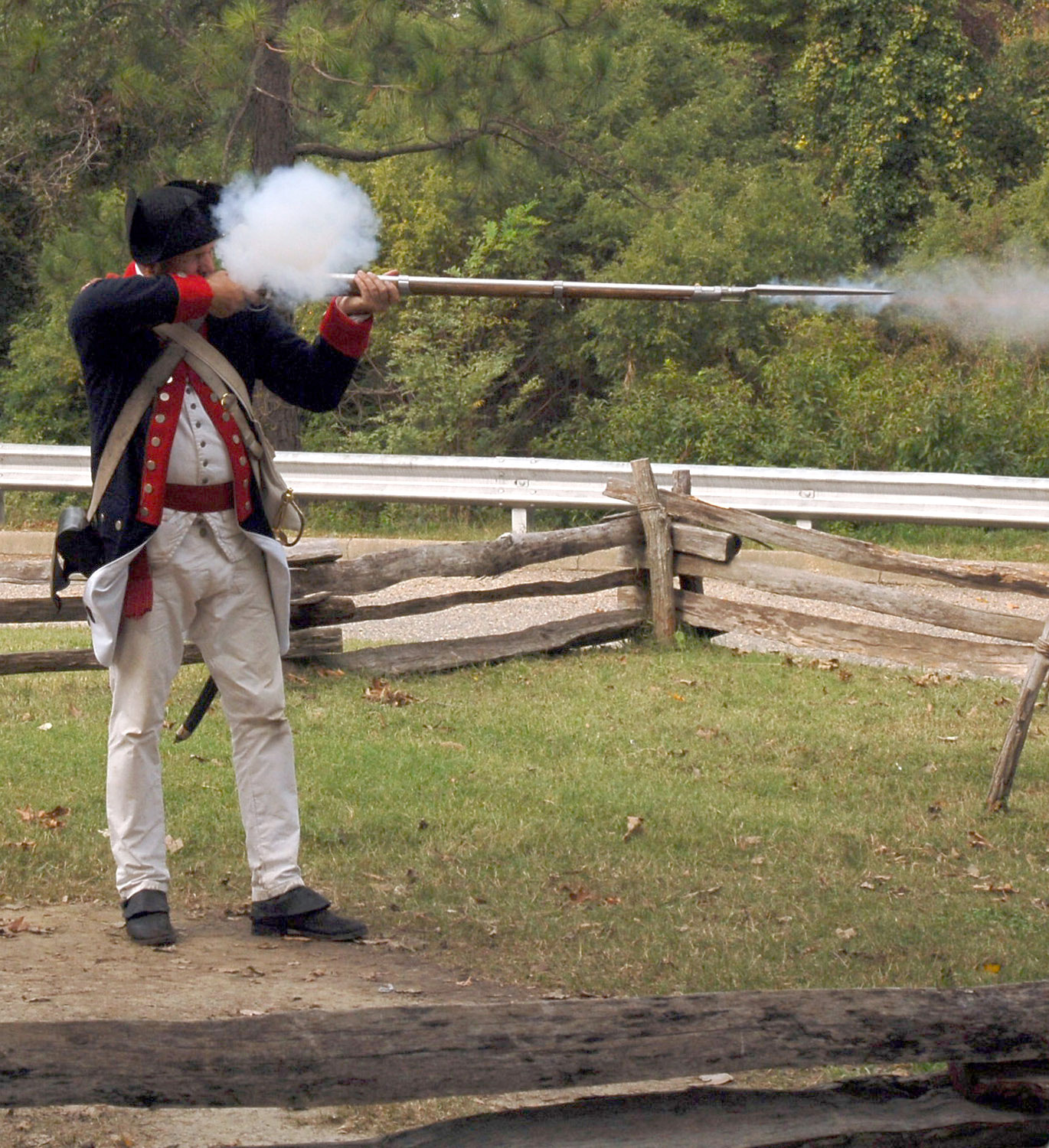
Зроблено постріл

За конструктивними особливостями розрізняють дві основні гілки розвитку ранніх ударно-кременевих замків. Умовно їх називають середземноморським і балтійським. Замки середземноморської школи, поширені в Іспанії, Італії, на Балканах, в Малій Азії, на Близькому Сході і на півночі Африки, відрізняються компактністю і разом з тим масивністю деталей. Деталі балтійських замків більш тонкі і витягнуті в довжину, що визначало габарити всього механізму. Ця школа розвивалася на територіях німецьких і слов'янських держав, Скандинавії, Нідерландів. Обидві школи породили безліч варіантів і різновидів механізму. У найранніших конструкціях кришку полиці потрібно було перед пострілом відкривати рукою, потім в балтійських системах (шнапханах) з'явився досить складний механізм автоматичного відкривання полиці при спуску курка, як у ґнотових і колісцевих замках. Бойова пружина спочатку розташовувалася на зовнішній стороні замкової дошки (це найпростіше конструктивно), пізніше її почали ставити на внутрішню сторону; довелося ускладнити спусковий механізм, зате пружину захистили від ударів і вологи тощо. У самих ранніх іспанських замках була реалізована проста і логічна ідея об'єднати кресало і кришку в одну деталь (пізніше її назвали «батареєю»), але голландські та німецькі майстри в середині XVI ст. від неї чомусь відмовилися.
У 1610 французький зброяр з Лізьє (Нормандія) Марен Ле Буржуа (1550—1634), об'єднавши найкращі риси середземноморських і балтійських зразків, створив французький (батарейний) замок, який і поширився по всьому світу на наступні три сторіччя, як основний механізм ручної вогнепальної зброї.
Кременевий замок не було потрібно заводити ключем, як колісцевий, він був простіше і більш технологічний, отже — дешевший. Кремінь зношувався набагато менше, ніж пірит, і міняти його доводилося рідше. За рахунок полегшення процесу заряджання рушниці скорострільність збільшилася до 2-3 пострілів в хвилину і більше. Прусська піхота XVII століття могла робити близько 5 пострілів в хвилину, а окремі стрільці і 7 пострілів при 6 заряджаннях. Це досягалося додатковими удосконаленнями замка і рушниці, і тривалим навчанням солдат.
У той же час ударно-кременевий замок був схильний до частих осічок і тому вимагав уваги і догляду. Звичайні причини осічки — стертий або погано закріплений кремінь, зношене кресало, забитий нагаром запалювальний отвір. Запалювальний порох на полиці хоч і був захищений підпружиненою кришкою, але все ж з часом зволожувався і приходив у непридатність. Тому тримати зброю в зарядженому стані довгий час було не можна, порох на полиці необхідно було періодично міняти. При цьому навіть справний замок міг давати до 15 осічок на 100 пострілів. Стрілець відміряв запалювальний порох на око, і тому міг помилитися і насипати менше або більше, ніж потрібно. Якщо до того ж порох на полицю доводилося відсипати з готового відважування (патрона), то і основний заряд виходив різним від пострілу до пострілу, і точності стрільби це не покращувало. При пострілі над полицею утворювалася щільна хмара порохового диму, яка на час закривала стрільцю огляд.
На українських територіях рушниці з кременевими замками називалися кресами і флинтами.
Рушниці і пістолети з кременевими замками панували на полях битв до першої чверті XIX століття включно. У даний час в багатьох країнах популярне полювання з однозарядними кременевими рушницями (точніше — їх сучасними репліками) і розважальна стрільба з них.

## Поводження
Щоб підготувати кременевий замок до пострілу, стрілець повинен (зарядивши власне зброю, тобто забивши до ствола пороховий заряд і кулю):
- поставити курок на запобіжний звід;
- відкрити кришку полиці;
- якщо потрібно, прочистити запалювальний отвір;
- насипати на полицю невелику порцію пороху;
- закрити кришку;
- поставити курок на бойовий звід[К 3]

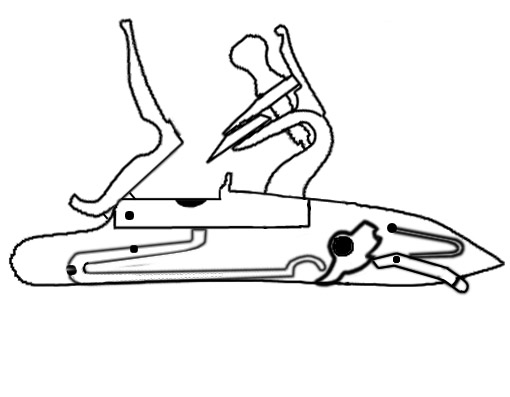
Кременевий замок: курок спущений, полиця відкрита.
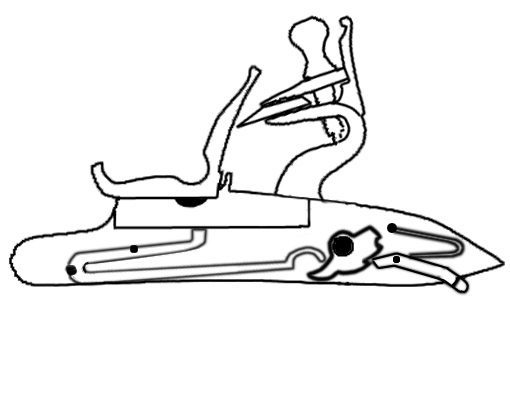
Курок на запобіжному зводі, полиця заряджена.
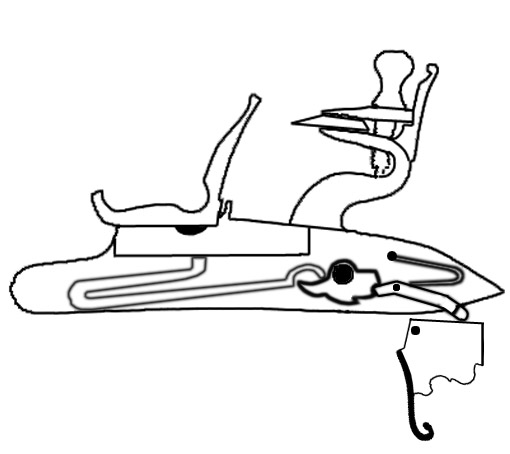
Курок на бойовому зводі. Замок готовий до стрільби.

|  | 1 — курок 2 — курковий гвинт 3 — верхня губа курка 4 — кремінь 5 — кришка (кресало) 6 — полиця 7 — підкресальна пружина |

### Повний цикл заряджання та стрільби з дульнозарядного мушкета з кременевим замком

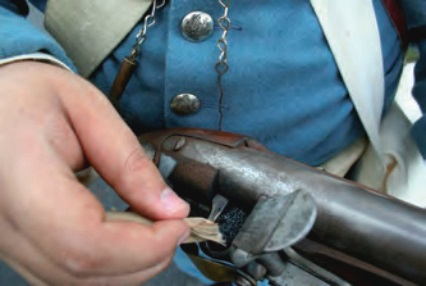
Розірвати зубами паперовий набій (у російській армії існувала команда «скуси патрон») і висипати трошки пороху (запалювальну порцію) на полицю. Потім поставити курок на запобіжний звід (що дуже важливо, оскільки передчасний постріл здатний спричинити тяжку травму стрільцю), закривають кришку полиці.
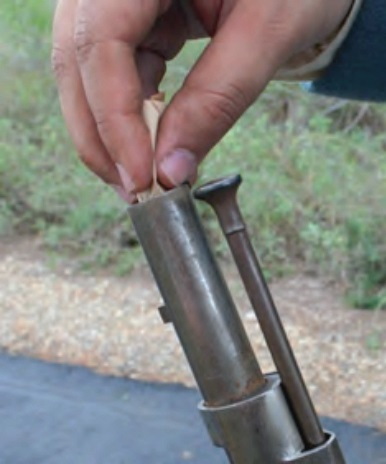
Більшу частину пороху висипати в ствол, опустити в ствол кулю з паперовою оболонкою, що використовується як пиж.
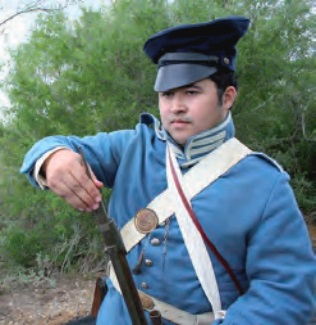
Ущільнити заряд шомполом. Для підвищення швидкострільності в бойових умовах іноді мусили обходитися без шомпола і досилати кулю ударом приклада о землю (на шкоду точності).
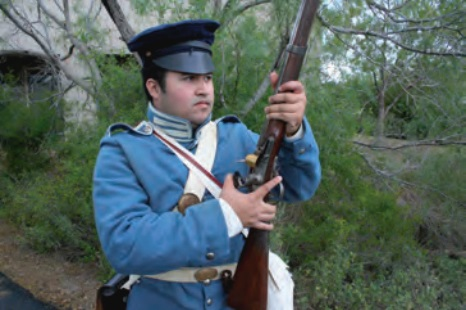
Поставити курок на бойовий звід.
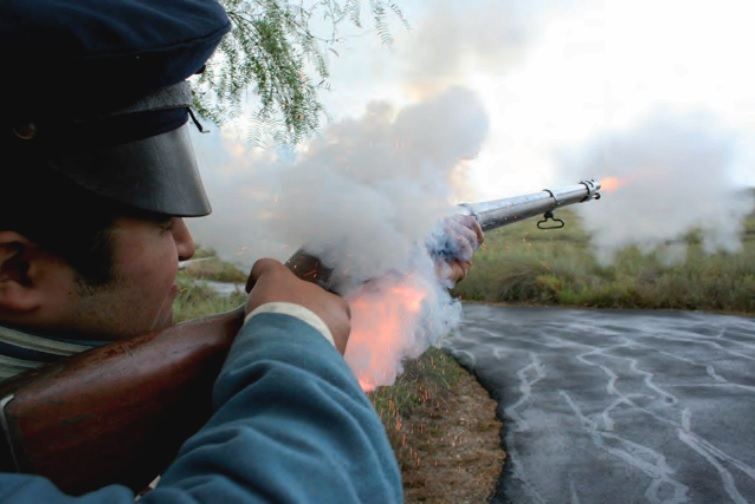
Здійснити постріл.